# دهيماجى
دهيماجى رمزها «DM» (بالإنجليزية: Dhemaji)‏ ، هو تقسيم إداري لدولة الهند تتبع ولاية أسام (بالإنجليزية: Assam)‏ ، مركزها هو مدينة دهيماجى (بالإنجليزية: Dhemaji)‏ عدد سكانها
حسب تعداد سنة 2001 هو 569,468 ، مساحتها 3,237 كم² وكثافة السكان 176 لكل كم² .